# Карнен
Карнен (фр. Carnin) насеље је и општина у североисточној Француској у региону Север-Па д Кале, у департману Север која припада префектури Лил.
По подацима из 2011. године у општини је живело 964 становника, а густина насељености је износила 413,73 становника/km². Општина се простире на површини од 2,33 km². Налази се на средњој надморској висини од 28 метара (максималној 34 m, а минималној 21 m).

## Демографија
| 1962. | 1968. | 1975. | 1982. | 1990. | 1999. | 2011. |
| ----- | ----- | ----- | ----- | ----- | ----- | ----- |
| 595   | 598   | 639   | 833   | 955   | 970   | 964   |

График промене броја становника у току последњих година